# IC 1688
IC 1688 је елиптична галаксија у сазвјежђу Рибе која се налази на листи објеката дубоког неба у Индекс каталогу.
Деклинација објекта је + 33° 4' 58" а ректасцензија 1h 23m 28,2s. Привидна величина (магнитуда) објекта IC 1688 износи 15,0 а фотографска магнитуда 16,0.